# Grand Prix Formule 1 van Brazilië 1995
De Grand Prix Formule 1 van Brazilië 1995 werd gehouden op 26 maart 1995 in Interlagos.

## Verslag
Na de race werden Michael Schumacher en David Coulthard gediskwalificeerd omdat de benzine in hun wagens illegaal bleek te zijn. Benetton en Williams tekenden protest aan tegen deze beslissing en beide rijders werden opnieuw aan de uitslag toegevoegd, omdat niet kon aangetoond worden dat er voordeel gehaald werd uit deze benzine.

## Uitslag
| Positie | Nr | Rijder                 | Team               | Ronden | Tijd/Opgave         | Startplaats | Punten |
| ------- | -- | ---------------------- | ------------------ | ------ | ------------------- | ----------- | ------ |
| 1       | 1  | Michael Schumacher     | Benetton-Renault   | 71     | +1:38:34.154        | 2           | 10     |
| 2       | 6  | David Coulthard        | Williams-Renault   | 71     | +11.060             | 3           | 6      |
| 3       | 28 | Gerhard Berger         | Ferrari            | 70     | +1 Ronde            | 5           | 4      |
| 4       | 8  | Mika Häkkinen          | McLaren-Mercedes   | 70     | +1 Ronde            | 7           | 3      |
| 5       | 27 | Jean Alesi             | Ferrari            | 70     | +1 Ronde            | 6           | 2      |
| 6       | 7  | Mark Blundell          | McLaren-Mercedes   | 70     | +1 Ronde            | 9           | 1      |
| 7       | 4  | Mika Salo              | Tyrrell-Yamaha     | 69     | +2 Rondes           | 12          |        |
| 8       | 25 | Aguri Suzuki           | Ligier-Mugen-Honda | 69     | +2 Rondes           | 15          |        |
| 9       | 17 | Andrea Montermini      | Pacific-Ford       | 65     | +6 Rondes           | 22          |        |
| 10      | 21 | Pedro Diniz            | Forti-Ford         | 64     | +7 Rondes           | 25          |        |
| NF      | 9  | Gianni Morbidelli      | Arrows-Hart        | 62     | Motor               | 13          |        |
| NF      | 10 | Taki Inoue             | Arrows-Hart        | 48     | Motor               | 21          |        |
| NF      | 24 | Luca Badoer            | Minardi-Ford       | 47     | Motor               | 18          |        |
| NF      | 22 | Roberto Moreno         | Forti-Ford         | 47     | Spin                | 23          |        |
| NF      | 29 | Karl Wendlinger        | Sauber-Ford        | 41     | Elektrisch probleem | 19          |        |
| NF      | 5  | Damon Hill             | Williams-Renault   | 30     | Versnellingsbak     | 1           |        |
| NF      | 2  | Johnny Herbert         | Benetton-Renault   | 30     | Botsing             | 4           |        |
| NF      | 16 | Bertrand Gachot        | Pacific-Ford       | 23     | Versnellingsbak     | 20          |        |
| NF      | 14 | Rubens Barrichello     | Jordan-Peugeot     | 16     | Versnellingsbak     | 16          |        |
| NF      | 12 | Jos Verstappen         | Simtek-Ford        | 16     | Versnellingsbak     | 24          |        |
| NF      | 3  | Ukyo Katayama          | Tyrrell-Yamaha     | 15     | Spin                | 11          |        |
| NF      | 15 | Eddie Irvine           | Jordan-Peugeot     | 15     | Koppeling           | 8           |        |
| NF      | 11 | Domenico Schiattarella | Simtek-Ford        | 12     | Stuurfout           | 26          |        |
| NF      | 30 | Heinz-Harald Frentzen  | Sauber-Ford        | 10     | Elektrisch probleem | 14          |        |
| NF      | 26 | Olivier Panis          | Ligier-Mugen-Honda | 0      | Botsing             | 10          |        |
| NF      | 23 | Pierluigi Martini      | Minardi-Ford       | 0      | Versnellingsbak     | 17          |        |

## Wetenswaardigheden
- Nigel Mansell moest hier zijn debuut maken voor McLaren, maar doordat de cockpit van de wagen te smal was moest er een speciaal aan Mansell aangepaste wagen gebouwd worden. Mark Blundell verving hem voor twee races.
- Damon Hill maakte een spin in de Senna S nadat hij zijn tweede versnelling verloor.

## Statistieken
| Pole-position | Damon Hill         | Williams-Renault | 1:20.081 |
| Snelste ronde | Michael Schumacher | Benetton-Renault | 1:20.921 |

## Noot
- Dit was het debuut van de Braziliaanse coureur Pedro Diniz.
- Vijfde pole position voor Damon Hill.

1972 · 1973 · 1974 · 1975 · 1976 · 1977 · 1978 · 1979 · 1980 · 1981 · 1982 · 1983 · 1984 · 1985 · 1986 · 1987 · 1988 · 1989 · 1990 · 1991 · 1992 · 1993 · 1994 · 1995 · 1996 · 1997 · 1998 · 1999 · 2000 · 2001 · 2002 · 2003 · 2004 · 2005 · 2006 · 2007 · 2008 · 2009 · 2010 · 2011 · 2012 · 2013 · 2014 · 2015 · 2016 · 2017 · 2018 · 2019